# 史特朗经文汇编

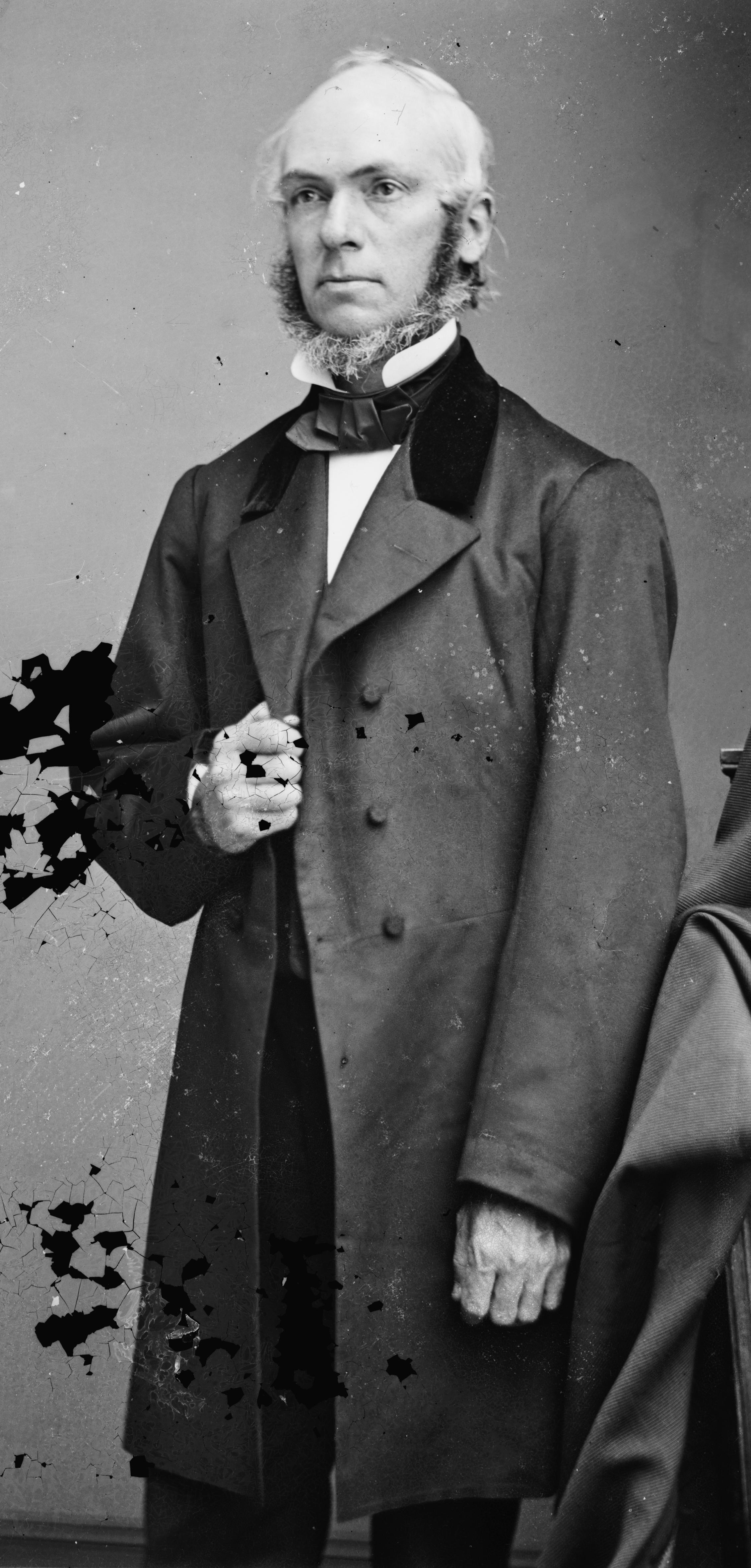
詹姆士·史特朗

《史特朗经文汇编》（Strong's Exhaustive Concordance of the Bible）是一部由美国圣经学者、卫理宗信徒詹姆士·史特朗（1822年–1894年）主持编纂的英文钦定版圣经（KJV）的经文汇编，初版于1890年。史特朗是当时德鲁神学院（Drew Theological Seminary，今新泽西州的德鲁大学）的解经学神学教授。这是一本钦定版圣经中的每个词汇与原文词汇的详尽对照。它已经成为钦定版圣经最广泛使用的经文汇编，也是一本在圣经研究者中间得到广泛使用的的工具书。 
与其他所有圣经参考书的目的不同，史特朗经文汇编不是要提供圣经的内容或注释，而是提供圣经经文索引。它可以帮助读者找到出现在圣经中不同地方中提到的同一主题。

## 作者
史特朗经文汇编不是由詹姆士·史特朗个人完成的，而是由超过100名同事参与编纂。

## 内容
史特朗经文汇编的内容包括： 
- 在旧约圣经中使用的8674个希伯来语原文词汇。
- 新约圣经中使用的5523个希腊语原文词汇。

## 史特朗号码
在词典中，每个原文词汇都被编上一个号码，称为“史特朗号码”。在主要部分中，列出钦定版圣经中出现的每个词汇按照字母顺序，以及按照在圣经中出现的各章节的顺序，并附带前后经文片段。标在经文右侧的就是史特朗号码，这使得经文汇编的使用者查找出原文词汇的意义，因此显示原文词汇如何在钦定版圣经中翻译成英文词汇。
尽管史特朗经文汇编中的希腊文词汇编号为 1–5624，但是其中的 2717号和3203–3302号由于一些原因而空缺。

## 应用
史特朗经文汇编既不是圣经译本，也不是翻译工具。史特朗号码不是用来代替接受古代语言正式训练者的从希伯来语和希腊语译成英语的专业的圣经翻译。 
今天，史特朗号码的编号系统在许多研究著作中得到广泛应用，在www.blueletterbible.org（页面存档备份，存于）网站上，史特朗经文汇编，和乔治·魏格伦（George Vicesimus Wigram，19世纪普利茅斯弟兄会的圣经学者）的《英人希伯来文和迦勒底文的旧约汇编》、《英人新约希腊文汇编》（Wigram's Englishman's Concordances），以及Thayer新约希腊文词典，一同配合使用。 
2007年，史特朗经文汇编仍然在出版经过修订的新版本（史特朗经文汇编21世纪版）。此外，其他作者也将史特朗经文汇编的号码用于其他圣经译本，例如“新国际版”和“美国标准本”，也常被称为“史特朗经文汇编”。许多学术性的希腊文和希伯来文词典（如Brown Driver Briggs 希伯来语词典）也使用史特朗号码来参照。 
由于史特朗经文汇编确定了希伯来语和希腊语中的原文词汇，不少未经过这些古代语言足够训练的研究者，通过史特朗号码来深入研究圣经原文的意义，对圣经做出重新解释。